# Zelotes josephine
Espèce
Zelotes josephine est une espèce d'araignées aranéomorphes de la famille des Gnaphosidae.

## Distribution
Cette espèce est endémique des États-Unis. Elle se rencontre dans le Nord de la Californie, en Oregon et au Washington,.

## Description
Le mâle mesure 3,68 mm et les femelles 7,60 mm en moyenne.

## Étymologie
Son nom d'espèce lui a été donné en référence au lieu de sa découverte, le comté de Josephine.

## Publication originale
- Platnick & Shadab, 1983 : A revision of the American spiders of the genus Zelotes (Araneae, Gnaphosidae). Bulletin of the American Museum of Natural History, no 174, p. 97-192 (texte intégral).